# 夢月ゆのん
夢月 ゆのん（ゆづき ゆのん、2004年1月19日 - ）は、日本の女性モデル、グラビアアイドル、コスプレイヤー。東京都出身。

## 経歴
2020年よりジュニアアイドル誌『Moecco』（マイウェイ出版）の女子高生モデルとして活動開始、『Moecco』2020年10月号で初表紙。高校卒業後は現役美大生アイドル、コスプレイヤーとして活動。『ヤングチャンピオン烈』（秋田書店） 2021年12月号で漫画誌初掲載。大学進学をきっかけにショートカットの洗髪スタイル（時期によって金、銀、青など髪色は異なる）となった。

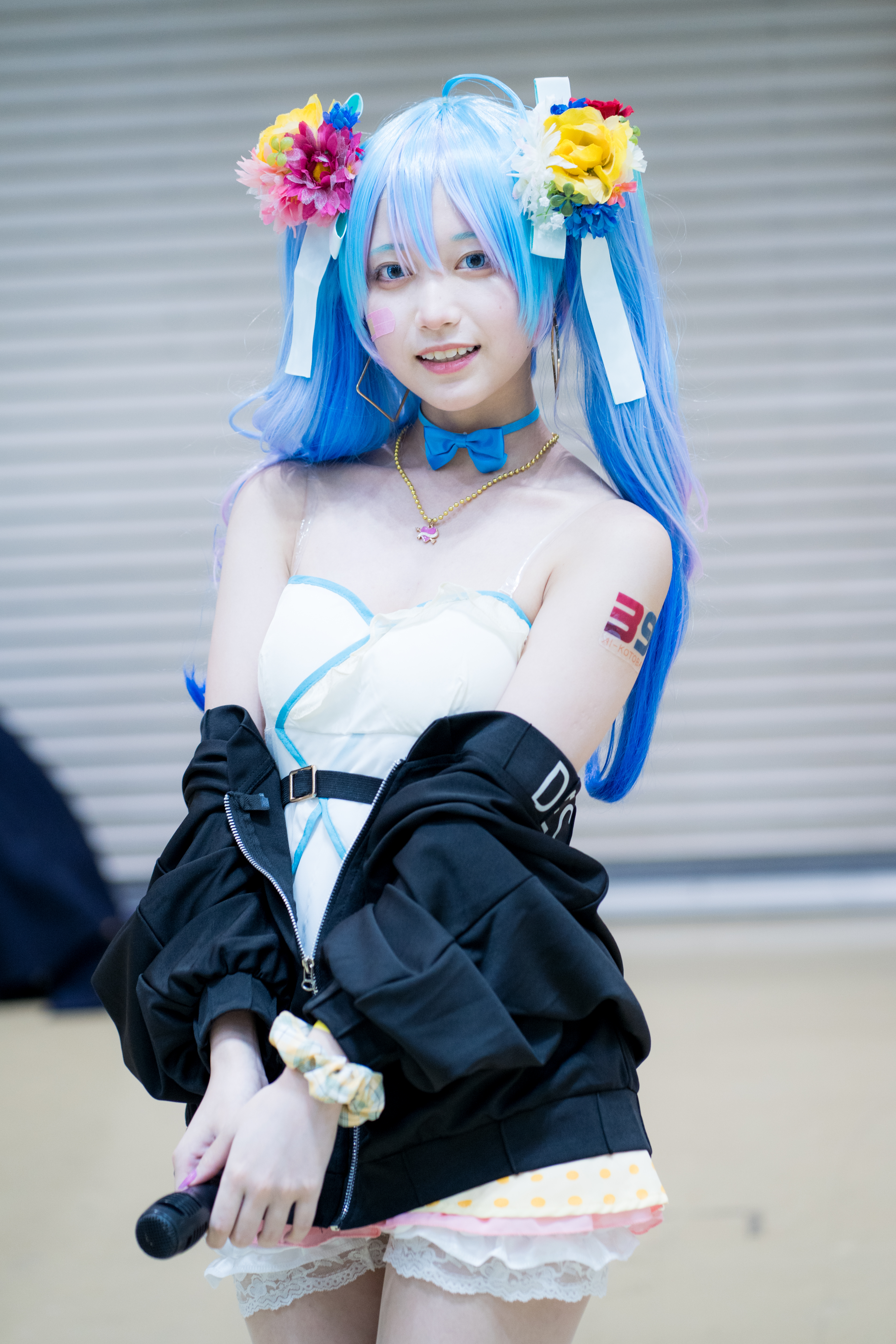
コミックマーケット100（2022年）

『週刊プレイボーイ』（集英社）2022年9月12日号における「夏のコスプレ美女「コミケ100」特集」ではコスプレイヤーとして雑誌で取り上げられた。
趣味は絵を描くこと、特技はギター、ピアノ。全然運動をしないインドア派を自称している。
前述の『ヤングチャンピオン烈』ではJKグラドルとしてはDVD、BD歴史的な売り上げを記録したと記載された。アイドルライター・北川昌弘は「大胆なシルバー短髪。そしてグラビア映えするボディライン、しかも薄いボディが素晴らしい」と論評している。

## 作品

### イメージビデオ
- 渋谷区立原宿ファッション女学院 番外編 ソロイメージ（2020年6月16日、オルスタックソフト販売）[8]
- Cutie Spot 夢月ゆのん（2021年1月29日、エスデジタル）[9]
- 渋谷区立原宿ファッション女学院 夢月ゆのん（2021年8月20日、渋谷区立原宿ファッション女学院制作委員会）
- 渋谷区立原宿ファッション女学院3 /夢月ゆのん（2022年3月20日、渋谷区立原宿ファッション女学院制作委員会）※BD版は4月20日発売
- 渋谷区立原宿ファッション女学院/夢月ゆのん＆泉舞子＆立花しき＆茉岡伶奈（2022年8月20日、渋谷区立原宿ファッション女学院制作委員会）※BD版は8月31日発売
- 渋谷区立原宿ファッション女学院2/夢月ゆのん＆泉舞子＆立花しき＆茉岡伶奈（2022年9月20日、渋谷区立原宿ファッション女学院制作委員会）※BD版は10月20日発売[3]
- 原宿ファッション女学院 仲西ゆう 夢月ゆのん 星七虹心 有馬麻陽（2024年3月30日、渋谷区立原宿ファッション女学院制作委員会）